# Marko Brkić
Marko Brkić (cyr. Марко Бркић; ur. 25 lipca 1982 w Belgradzie) – serbski koszykarz, występujący na pozycji skrzydłowego.
Występował m.in. w: Anwilu Włocławek, Polpaku Świecie i PGE Turowa Zgorzelec.

## Przebieg kariery
- 2001–2002: Hemofarm Vršac
- 2003–2005: KK Sloga Telekom Srbija Kraljevo
- 2005–2006: OKK Beograd
- 2006–2007: KK Igokea Aleksandrovac
- 2007–2008: Polpak Świecie
- 2008–2009: Anwil Włocławek
- 2009–2010: Radnički Kragujevac
- 2010–2011: PGE Turów Zgorzelec
- 2011–2013: Igokea
- 2013–2014: Radnički Kragujevac
- 2014–2015: Szolnoki Olaj
- 2015–2016: Balkan Botewgrad

## Statystyki podczas występów w PLK
- Sezon 2007/2008 (Polpak Świecie): 41 meczów (średnio 10,2 punktu oraz 5,2 zbiórki w ciągu 27,1 minuty)
- Sezon 2008/2009 (Anwil Włocławek): 37 meczów (średnio 12,5 punktu oraz 5,7 zbiórki w ciągu 27,8 minuty)